# Saint-Maurice-la-Souterraine
Saint-Maurice-la-Souterraine è un comune francese di 1 196 abitanti situato nel dipartimento della Creuse nella regione della Nuova Aquitania.

## Società

### Evoluzione demografica
Abitanti censiti